# Charles Michel (pintor)

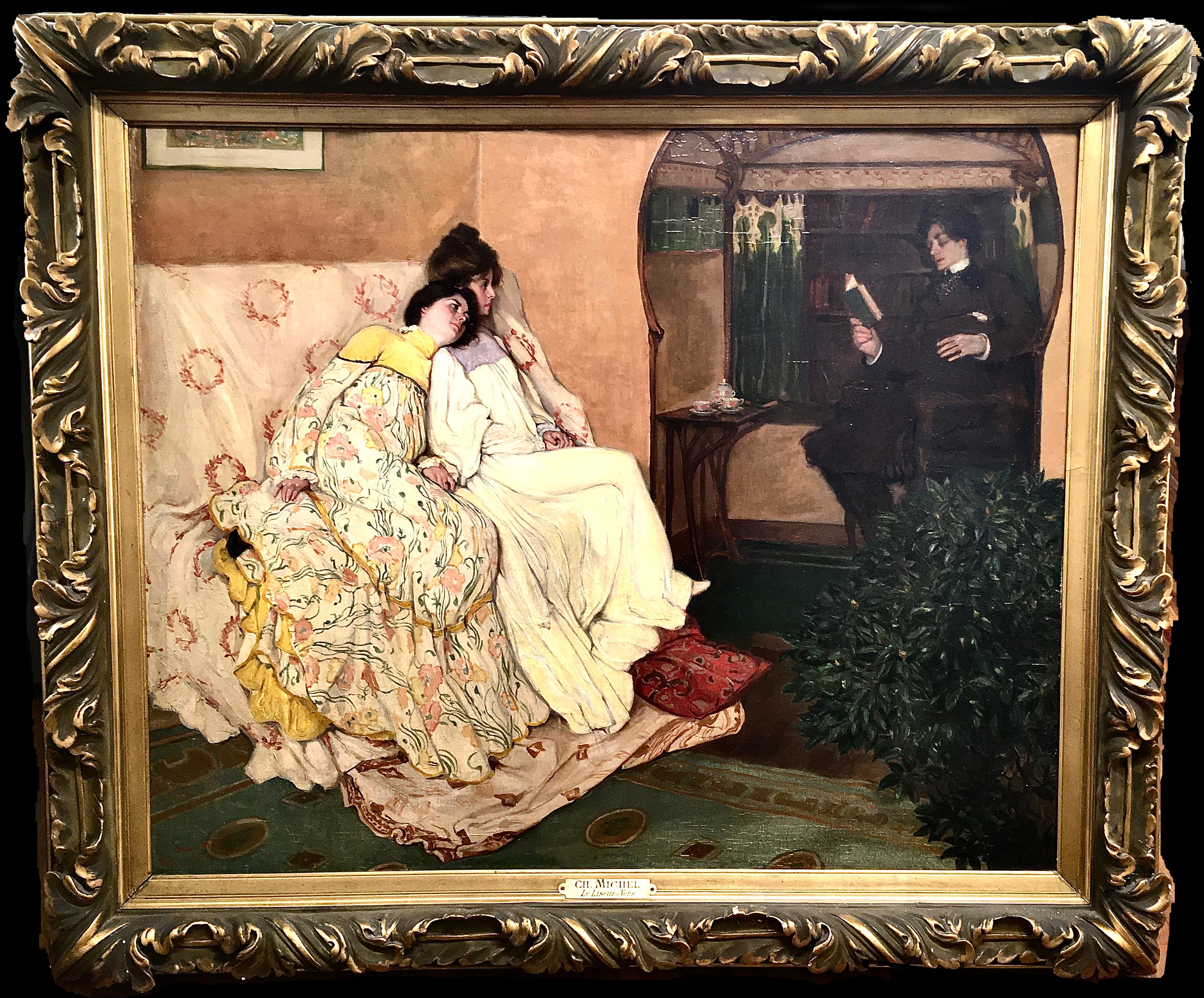
Pintura «Le liseur de Vers» (El lector de versos) del pintor belga Charles Michel (1874-1967).

Charles Michel (Lieja, 1874 – México, 1967) fue un pintor, acuarelista, ilustrador y cartelista belga.

## Biografía
Comenzó su carrera en la Academia Real de Bellas Artes de Lieja. A la edad de 17 años se fue a París donde tomó lecciones en la Escuela Nacional Superior de Bellas Artes con Benjamin-Constant y Jean-Léon Gérôme. Se especializó en retratos, paisajes y figuras. Fue miembro del círculo de arte bruselense Pour l'art. Ilustró un cartel, varias postales y el libro «Tournoi de Chevalerie» que se publicó en 1905 con motivo de las festividades del 75 aniversario del Reino de Bélgica. Luego se convirtió en pintor de cámara de la Familia Real Belga y director de la primera exposición de arte moderno en México que tuvo lugar en 1922 en el antiguo museo de San Carlos. Se instaló definitivamente en México en 1946.

## Obra
El autor flamenco Karel van de Woestijne sobre la obra de Charles Michel:
«Charles Michel es un pintor que me encantaba hace menos de veinte años. Era la época en la que la gente aún no pensaba demasiado en la revolución. Los futuristas y los cubistas estaban aún en pañales, aunque pronto se agitarían. Hay una rubicundez en Michel que se reconoce fácilmente y a distancia: prueba de una personalidad que no hay que despreciar. Y también en su dibujo hay una gracia, que en mi opinión solía ser más sólida, que ahora le hace buscar modelos algo escasos (por ejemplo del Oriente Lejano), lo que indicaría entonces una degeneración del sentido de la forma, que yo lamento; una gracia, que por cierto nunca va más allá de la norma clásica, aunque nunca alcanza el valor constructivo de esa norma clásica; una gracia en fin, que en su suavidad es quizás demasiado epicúrea, pero que por otra parte es el signo de una, aunque no sea convincentemente fuerte, personalidad».

## Exposiciones
- 2016: «Charles Michel: post impresionista belga en México» en el Museo Nacional de San Carlos, México.[3]